# Suore francescane di Maria Immacolata (Túquerres)
Le Suore francescane di Maria Immacolata (in spagnolo Hermanas Franciscanas de María Inmaculada) sono un istituto religioso femminile di diritto pontificio: i membri di questa congregazione, dette anche Cappuccine di Túquerres, pospongono al loro nome la sigla F.M.I.

## Storia
Il 31 marzo 1893 un gruppo di sette suore cappuccine svizzere guidata da Maria Josefa Karolina Brader (1860-1943), su invito del vescovo di Pasto, lasciò il convento di Chone, in Ecuador, e si stabilì a Túquerres, in Colombia: il 6 settembre 1893 il vescovo rese autonomo il nuovo convento dalla casa madre ed eresse la comunità di Túquerres in congregazione di diritto diocesano.
L'istituto, aggregato all'Ordine dei frati minori cappuccini dal 17 novembre 1906, ottenne il pontificio decreto di lode il 25 novembre 1922.
La fondatrice (in religione, madre Maria Carità) è stata beatificata da papa Giovanni Paolo II nel 2003.

## Attività e diffusione
Le Francescane di Maria Immacolata si dedicano principalmente all'istruzione e all'educazione cristiana della gioventù, soprattutto delle fanciulle povere.
Oltre che in Ecuador, sono presenti in Cile, Colombia, Italia, Messico, Perù, Venezuela: la sede generalizia è a Bogotà.
Al 31 dicembre 2005 l'istituto contava 614 religiose in 103 case.